# NGC 596
NGC 596 es una galaxia elíptica en la constelación de Cetus . La galaxia se encuentra a 65 millones de años luz de la Tierra, lo que significa, dadas sus dimensiones aparentes, que NGC 596 tiene aproximadamente 60.000 años luz de diámetro. La galaxia muestra una envoltura exterior y es un remanente de fusión. El perfil de brillo de la superficie es liso y sin rasgos distintivos.  La galaxia alberga un agujero negro supermasivo, cuya masa se estima en 170 millones (10 8,24) {\displaystyle {\begin{smallmatrix}M_{\odot }\end{smallmatrix}}}. 
NGC 596 pertenece al grupo de galaxias NGC 584, que también incluye las galaxias NGC 584, que se encuentra a 25 minutos al noroeste,  NGC 600, NGC 615 y NGC 636. 
La galaxia está incluida en el Catálogo Herschel 400. Se encuentra a unos 2 grados y medio al noreste de theta Ceti. 